# Cosmorama
Cosmorama là một đô thị ở bang São Paulo của Brasil. Đô thị này nằm ở vĩ độ 20º28'40" độ vĩ nam và kinh độ 49º46'40" độ vĩ tây, trên khu vực có độ cao 540 m. Dân số năm 2004 ước tính là 7.137 người.

## Thông tin nhân khẩu
Dữ liệu dân số theo điều tra dân số năm 2000
Tổng dân số: 7.084
- Dân số thành thị: 4.613
- Dân số nông thôn: 3.068
- Nam giới: 3.730
- Nữ giới: 3.642

Mật độ dân số (người/km²): 16,70
Tỷ lệ tử vong trẻ sơ sinh dưới 1 tuổi (trên một triệu người): 19,72
Tuổi thọ bình quân (tuổi): 69,29
Tỷ lệ sinh (số trẻ trên mỗi bà mẹ): 2,39
Tỷ lệ biết đọc biết viết: 86,12%
Chỉ số phát triển con người (HDI-M): 0,755
- Chỉ số phát triển con người - Thu nhập: 0,684
- Chỉ số phát triển con người - Tuổi thọ: 0,738
- Chỉ số phát triển con người - Giáo dục: 0,844

(Nguồn: IPEADATA)

### Sông ngòi
- Sông São José dos Dourados
- Rio Preto
- Ribeirão da Piedade
- Ribeirão Bonito

### Các xa lộ
- SP-320